# Opactwo Prüm

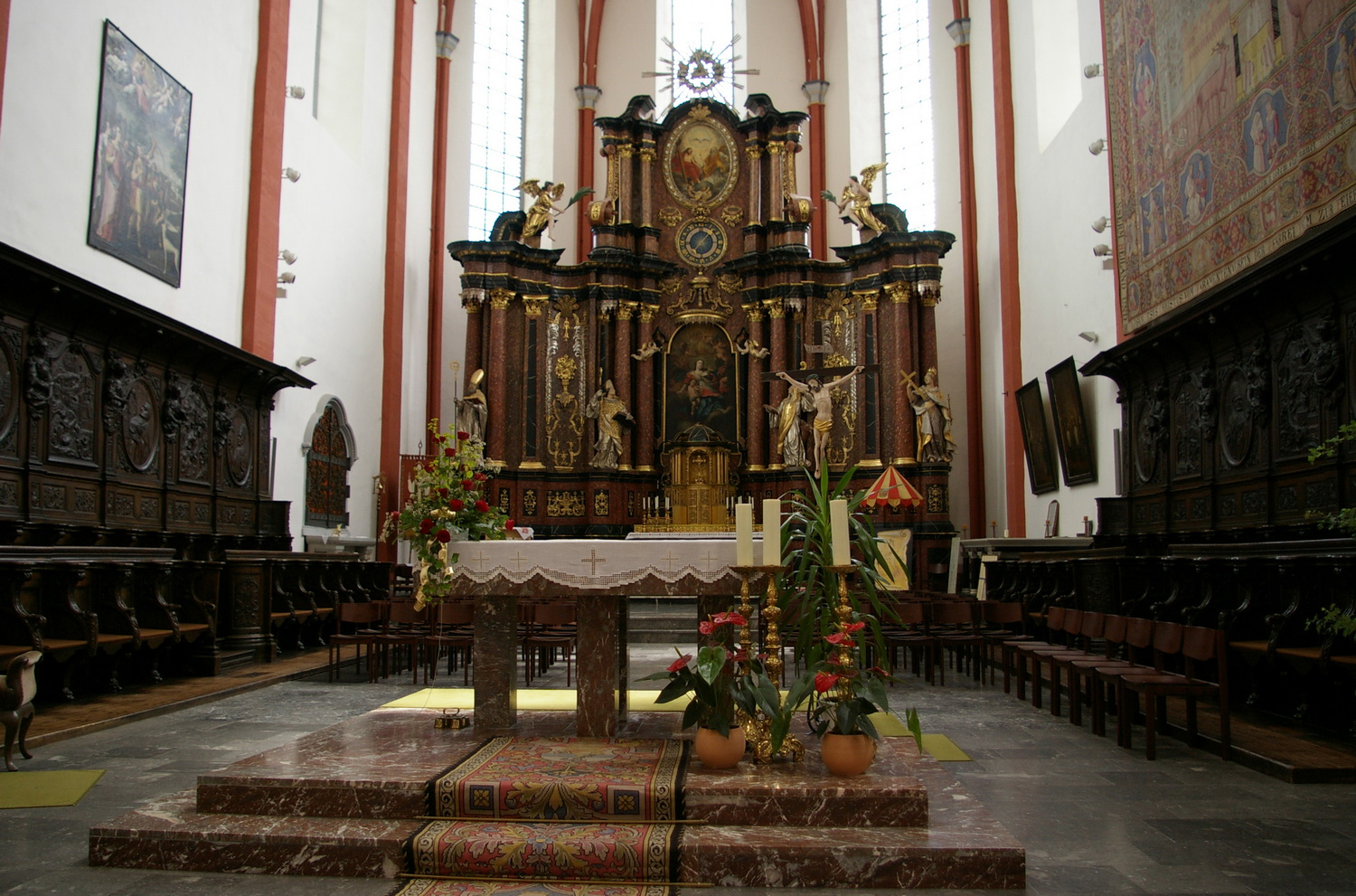
Wnętrze kościoła - ołtarz główny

Opactwo Prüm – klasztor benedyktyński w miejscowości Prüm, obecnie na terenie Niemiec, założony w początku VIII w., zlikwidowany podczas rewolucji francuskiej. W średniowieczu opactwo stanowiło ważne centrum kulturalne, szczególnie w okresie panowania dynastii Karolingów, której przedstawiciele byli z nim blisko związani.

## Historia
Założycielami opactwa byli Bertrada Starsza i jej syn Herybert, hrabia Laonu, którzy ufundowali je w górach Eifel w 721 Patronat nad klasztorem już wkrótce, poprzez córkę Heriberta, Bertradę z Laonu, która została żoną króla frankijskiego Pepina Krótkiego, przeszedł na przedstawicieli dynastii Karolingów. Pepin Krótki dokonał odnowienia założenia (rozbudowując budynki i udzielając nadań oraz przywilejów), a wielu innych Karolingów było z nim blisko związanych – m.in. zmarli tutaj syn Karola Wielkiego Pepin Garbaty (który został tu mnichem po nieudanym buncie przeciwko ojcu) oraz cesarz Lotar I (który przywdział habit mnisi na 6 dni przed śmiercią i został tu pochowany), nauki pobierał Karol Łysy, a w 855 w klasztorze został zawarty układ o podziale państwa Lotara I między jego synów. Dzięki hojności kolejnych Karolingów klasztor prężnie się rozwijał, zarówno w sferze ekonomicznej, jak i kulturalnej, mimo nieszczęść jakie go spotykały (w końcu IX stulecia dwukrotnie był niszczony przez najazdy normańskie).
Materialne podstawy funkcjonowania klasztoru zapewniły mu powodzenie na kolejne stulecia. Rozwój trwał nadal, w klasztorze przebywało nawet do 300 mnichów. Zwieńczeniem tego rozwoju było uzyskanie w XIII wieku przez opatów z Prüm prawa do używania tytułu księcia Rzeszy. Odtąd jednak datuje się też powolny upadek klasztoru. W 1576 utracił on (po kilkudziesięcioletnim oporze) niezależność: został podporządkowany arcybiskupom Trewiru, którzy odtąd każdorazowo piastowali urząd opata, a same posiadłości opactwa zostały inkorporowane do elektoratu trewirskiego. 
W XVIII wieku dokonano przebudowy kościoła i budynków klasztornych w stylu barokowym. W 1794 klasztor został rozwiązany przez rewolucyjne władze francuskie i poddany sekularyzacji. Po kilku latach w dawnym kościele opackim ustanowiono siedzibę parafii.
Budynki dawnego klasztoru (w tym kościół) zostały zniszczone wskutek bombardowań alianckich podczas II wojny światowej, odbudowano je w latach 50. XX wieku Bazylika Najświętszego Salwatora nadal służy jako kościół parafialny, a w budynkach poklasztornych funkcjonuje szkoła.
Wśród relikwii przechowywanych w opactwie znajdują się przekazane przez Pepina Krótkiego (który z kolei otrzymał je od papieża Zachariasza) sandały czczone jako sandały Jezusa.